# Albert Saléza
Albert Saléza est un ténor français, né le 18 octobre 1867 à Bruges et mort le 26 novembre 1916 dans le 17e arrondissement de Paris.

## Biographie
Dernier d'une famille nombreuse de 12 enfants, et, orphelin dès l'âge de 8 ans, Albert Saléza est envoyé dans une propriété girondine du sénateur Auguste Calvet où il devient aide-berger. Mais le mal du pays le contraint à revenir dans sa commune natale où il devient ouvrier sandalier. La difficulté pour se nourrir l'amène à accepter un travail de terrassier sur les chantiers de la voie ferrée Pau-Laruns, puis de sandalier à Bayonne, où les salaires sont plus élevés.
Sur ses lieux de travail, sa voix est remarquée par deux mélomanes basques qui le présentent au directeur de l'école de musique Monsieur Jubin puis à son premier professeur Gaston Salzedo. Avec celui-ci, Albert Saléza, qui n'avait jusqu'ici reçu qu'une instruction basique, progresse rapidement dans tous les domaines : instruction, diction, chant, musique… si bien qu'il gagne le premier prix de l'école en 1886, ce qui lui permet d'intégrer le conservatoire de Paris où il obtient de nouveau le premier prix en chant et le deuxième prix en opéra devant un jury composé notamment de Léo Delibes et Ambroise Thomas.
À la sortie du conservatoire, de par sa santé fragile, il choisit l'Opéra-Comique plutôt que l'Opéra qui aurait été trop exigeant aussi rapidement. Dès son premier rôle : Mylio du Roi d'Ys, son interprétation suscite l'enthousiasme du public de la Salle Favart. De l'Opéra-Comique, Albert Saléza passe à l'Opéra de Nice où il récupère des forces. Il gagne encore en notoriété en interprétant Faust, Roméo et Juliette, Carmen, Richard III...

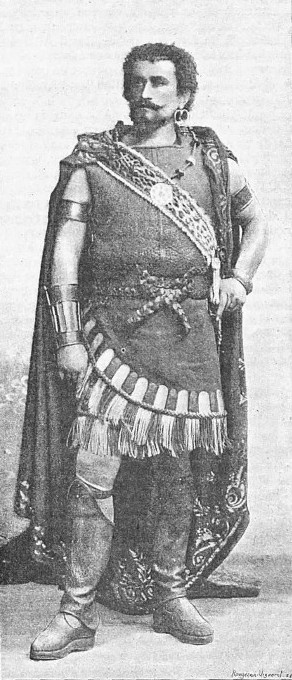
Albert Saléza dans Salammbô
par Benque & cie.

En 1892, Ernest Reyer le remarque et lui offre la consécration en lui donnant un rôle sur mesure à l'Opéra de Paris : Matho dans Salammbô. Le triomphe qu'il obtient lui permet d'enchaîner les succès : Le Cid, La Walkyrie, la Damnation de Faust… Sa notoriété est si grande que Giuseppe Verdi lui propose le rôle d'Otello qu'il jouera 35 fois jusqu'en mai 1895.
Malheureusement, des problèmes de santé touchent ses cordes vocales et l'obligent à s'arrêter durant 2 ans. En 1897, Albert Saléza retourne à l'Opéra de Paris, puis, à Monte-Carlo, Bruxelles, et, au Covent Garden de Londres où il chante notamment dans Carmen avec Emma Calvé, et, Roméo et Juliette avec Nellie Melba, et très souvent devant le futur roi Edouard VII. Il atteint le sommet de sa gloire à Chicago et au Metropolitan de New York, par ses interprétations dans Faust, Lucie de Lamermoor, Les Huguenots…
En 1912, après tous ces succès à l'étranger, il retourne en France et est nommé professeur de déclamation lyrique au Conservatoire où ses résultats s'avèrent excellents avec des élèves qui remportent tous les premiers prix. Mais le 26 novembre 1916, cette nouvelle carrière s'interrompt brusquement lorsqu'il s'écroule lors d'une messe dans l'église Saint-Charles-de-Monceau.
Albert Saléza a été marié en 1895 à Pauline Bonnecarrère (1875-1953) dont il eut trois enfants : Mylio (1896-1957), Madeleine (1899-1913), et, José (1905-?).

## Postérité
Un fonds Albert Saléza a été constitué à partir de 21 cahiers manuscrits relatant la carrière du ténor français, des extraits d'articles de presse et des photographies tous issus de la collection de Mylio Saléza (pour les photographies) et de son épouse Marie-Louise qui a entretenu la mémoire de son beau-père jusqu'à son décès en 1995.

## Sources
- Albert Saléza dans Théodore Baker: Biographical Dictionary of Musicians (page 806)
- Biographie d'Albert Saléza pour le fonds Saléza